# Saltillo (Indiana)
Saltillo – miasto w Stanach Zjednoczonych, w stanie Indiana, w hrabstwie Washington.